# Smrečianka
Smrečianka je říčka na středním Liptově, na území okresu Liptovský Mikuláš. Je to pravostranný přítok Váhu, měří 18 km a je tokem III. řádu. Je to vysokohorský typ řeky s prudkým spádem na horním toku a četnými ostrůvky na dolním toku. Největší průtoky dosahuje v obdobích jarního tání sněhu, zatímco na konci léta výrazně ztrácí vodu. Na horním toku teče územím TANAPu.

## Pramen
Pramení v Západních Tatrách, jihozápadně od Žiarského sedla v nadmořské výšce přibližně 1670 m.

## Popis toku
Zpočátku teče prudkým spádem na jihozápad a vytváří Žiarskou dolinu. Pod Žiarskou chatou přibírá významnější přítok zprava zpod Baníkova, který tvoří Šarafiový vodopád. Dále vstupuje na území jehličnatých lesů, stáčí se na jih a přibírá několik přítoků zprava zpod Kozích chrbtů i zleva zpod Barance.
V prostoru mezi Starou Stávkou a Kečkou se opět stáčí na jihozápad, přibírá delší pravostranný přítok z doliny Lučivník, opouští Liptovské Tatry a vstupuje do Liptovské kotliny. Dále teče rekreační oblastí v ústí Žiarské doliny a značně rozšiřuje své koryto. Protéká obcemi Žiar a Smrečany, zde přibírá pravostrannou Vrbičku. Mezi těmito obcemi se na krátkém úseku rozvětvuje na dvě ramena, přičemž hlavní koryto napájí malou vodní nádrž. Pak už teče víceméně jižním směrem převážně odlesněnou kotlinou. Protéká kolem Vitálišovců na levém břehu, zatímco na pravém břehu obtéká zalesněné území vrchu Háje. Následně protéká územím města Liptovský Mikuláš, nejprve sídlištěm Podbreziny a potom okrajem Okoličného, kde ústí do Váhu.

## Geomorfologické celky
- Tatry, geomorfologická podsestava Západní Tatry, geomorfologická část Liptovské Tatry
- Podtatranská kotlina, geomorfologická podsestava Liptovská kotlina, geomorfologická část Smrečianska pahorkatina

## Přítoky
- Pravostranné: přítok z oblasti Veľkých Závratů, přítok z jižního svahu Baníkova, přítok zpod Jalovského sedla, přítok zpod Kozích chrbtů, přítok z lokality Hladké žľaby, Lučivník, Vrbička, Hubánsky potok
- Levostranné: tři přítoky z oblasti Čierných stěn, přítok ze západního svahu Barance, přítok z jihozápadního svahu Holého vrchu, přítok z oblasti Chujavy

## Ústí
Smrečianka se v centrální části Liptovské kotliny, na katastrálním území města Liptovský Mikuláš (městská část Okoličné), vlévá v nadmořské výšce 597 m do Váhu.

## Galerie

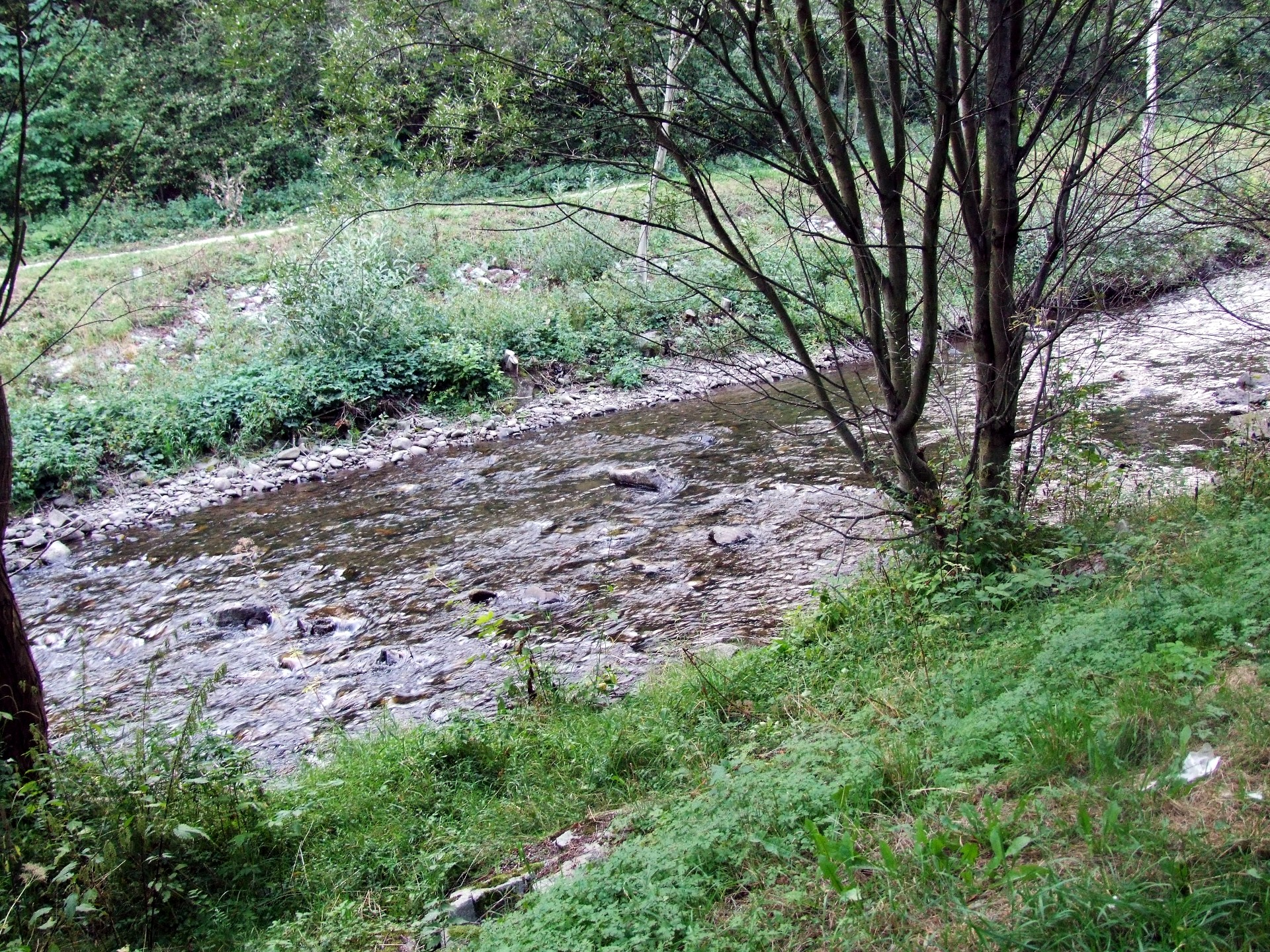
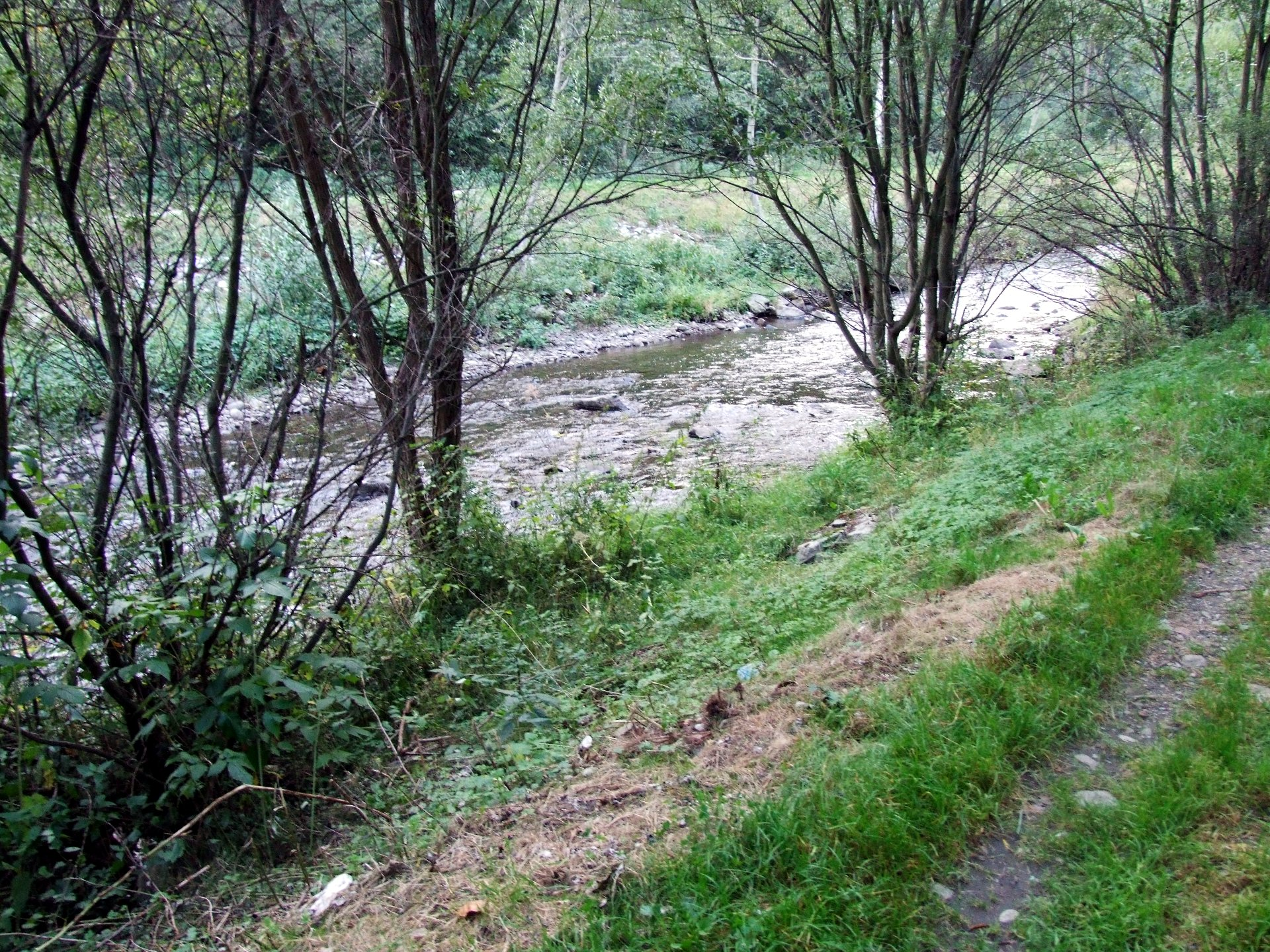
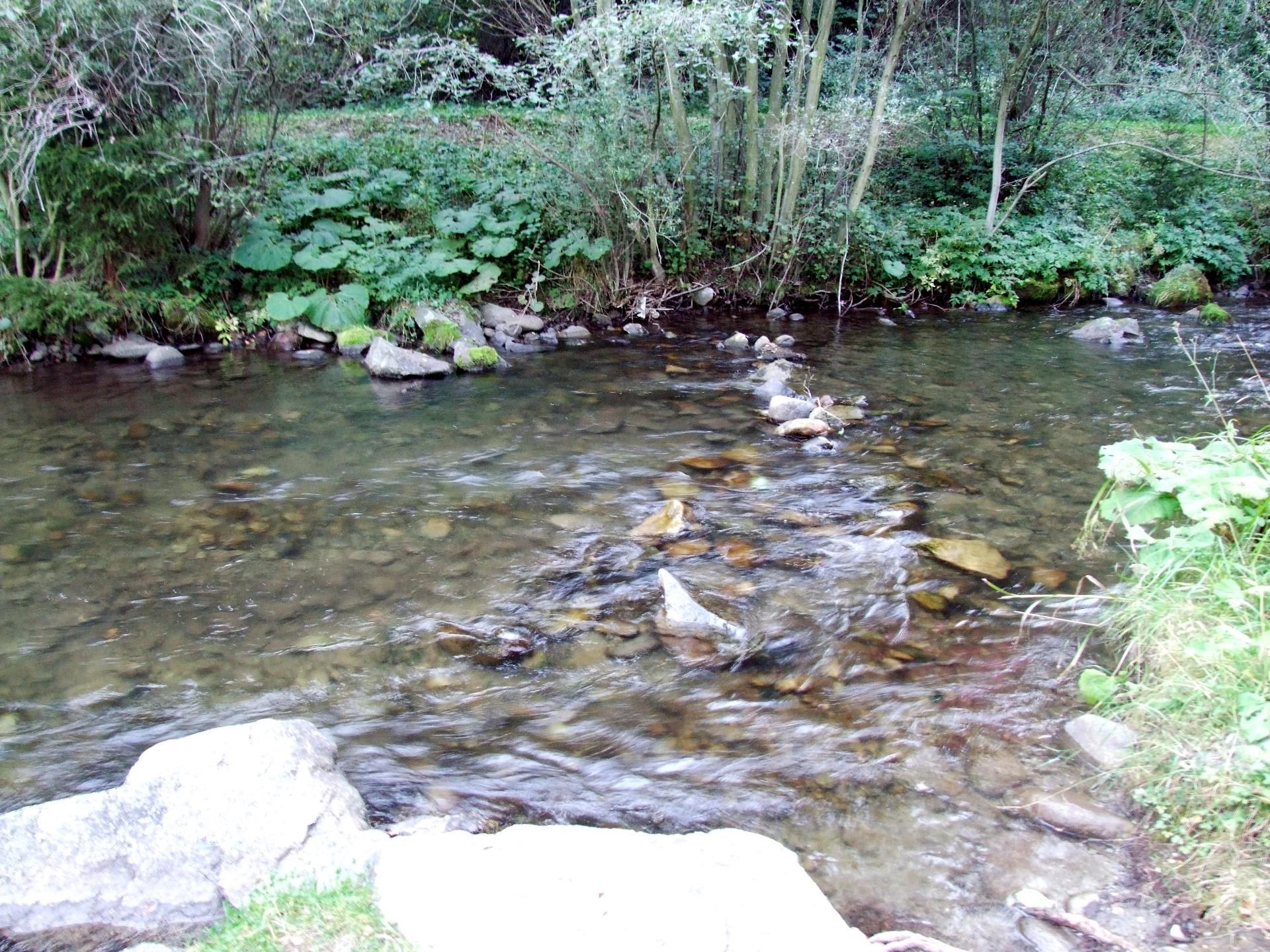
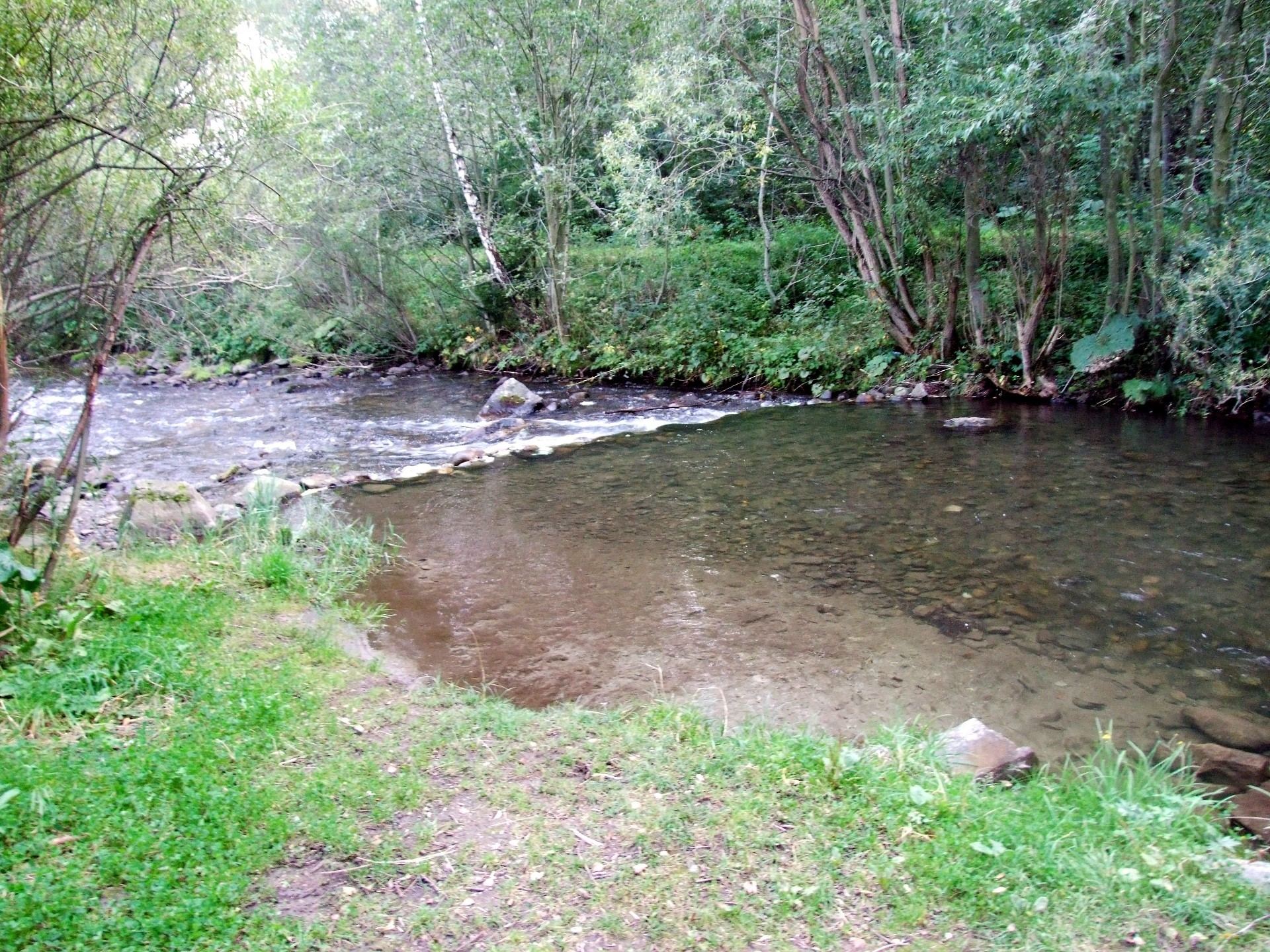
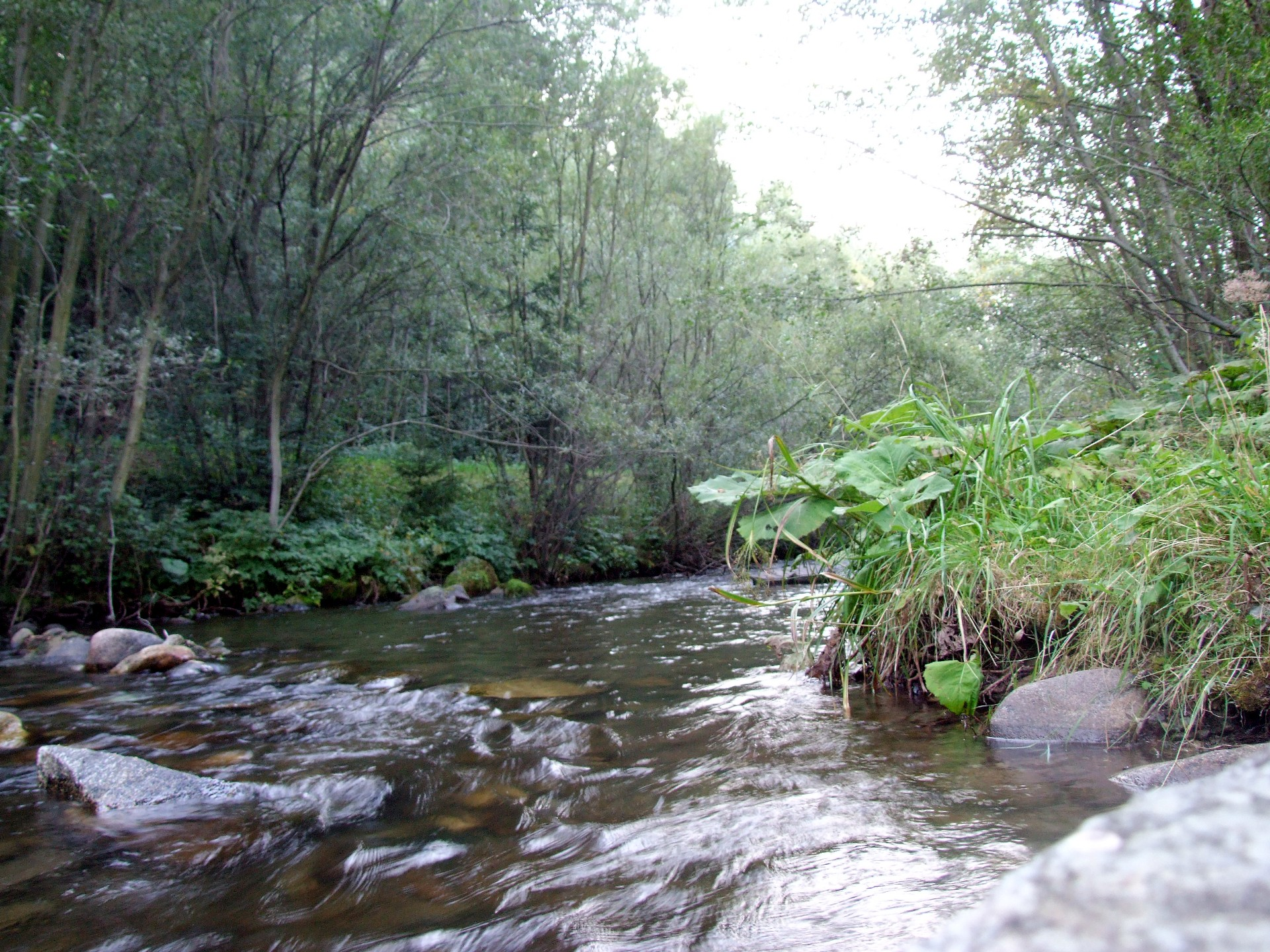
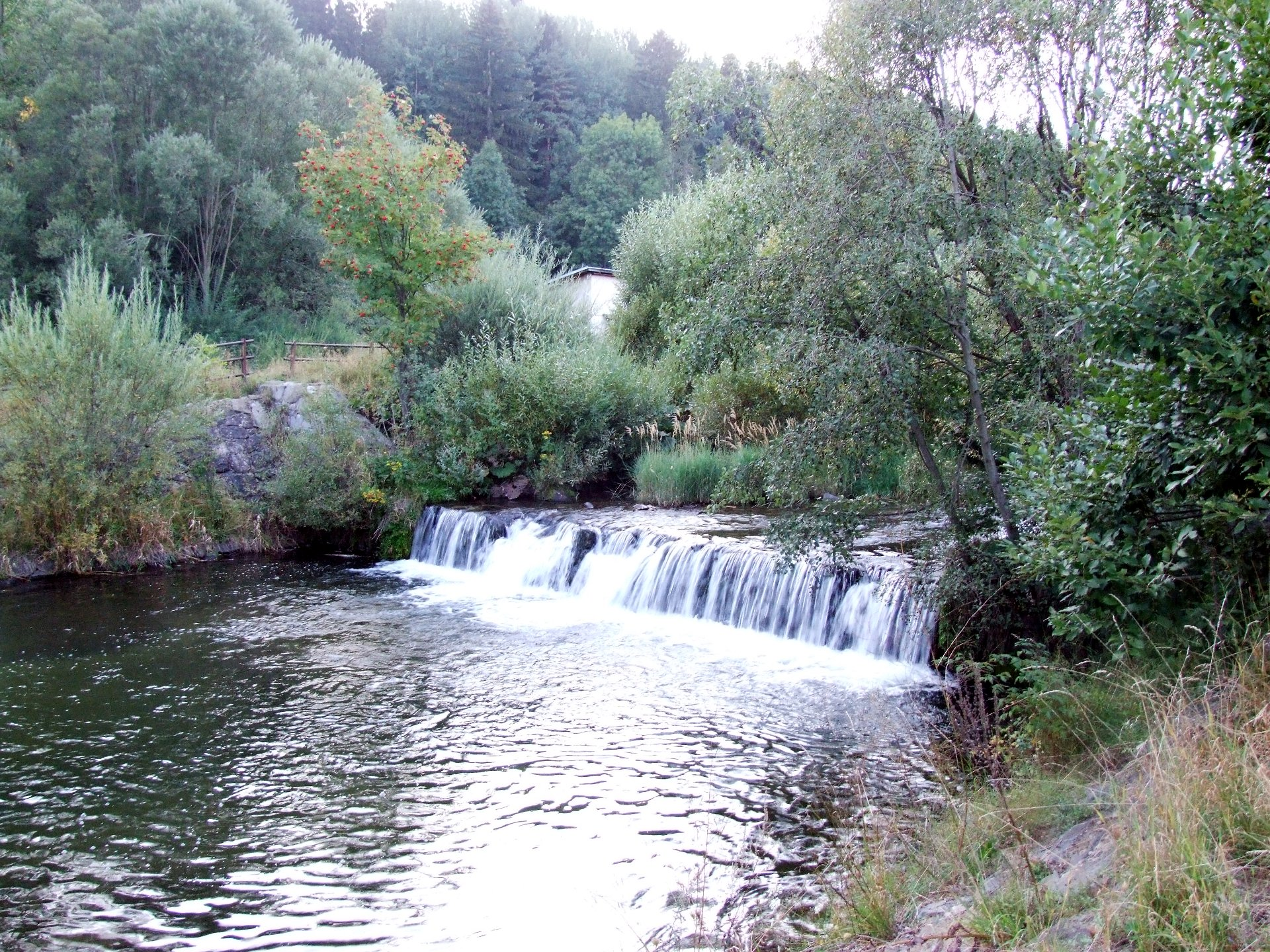
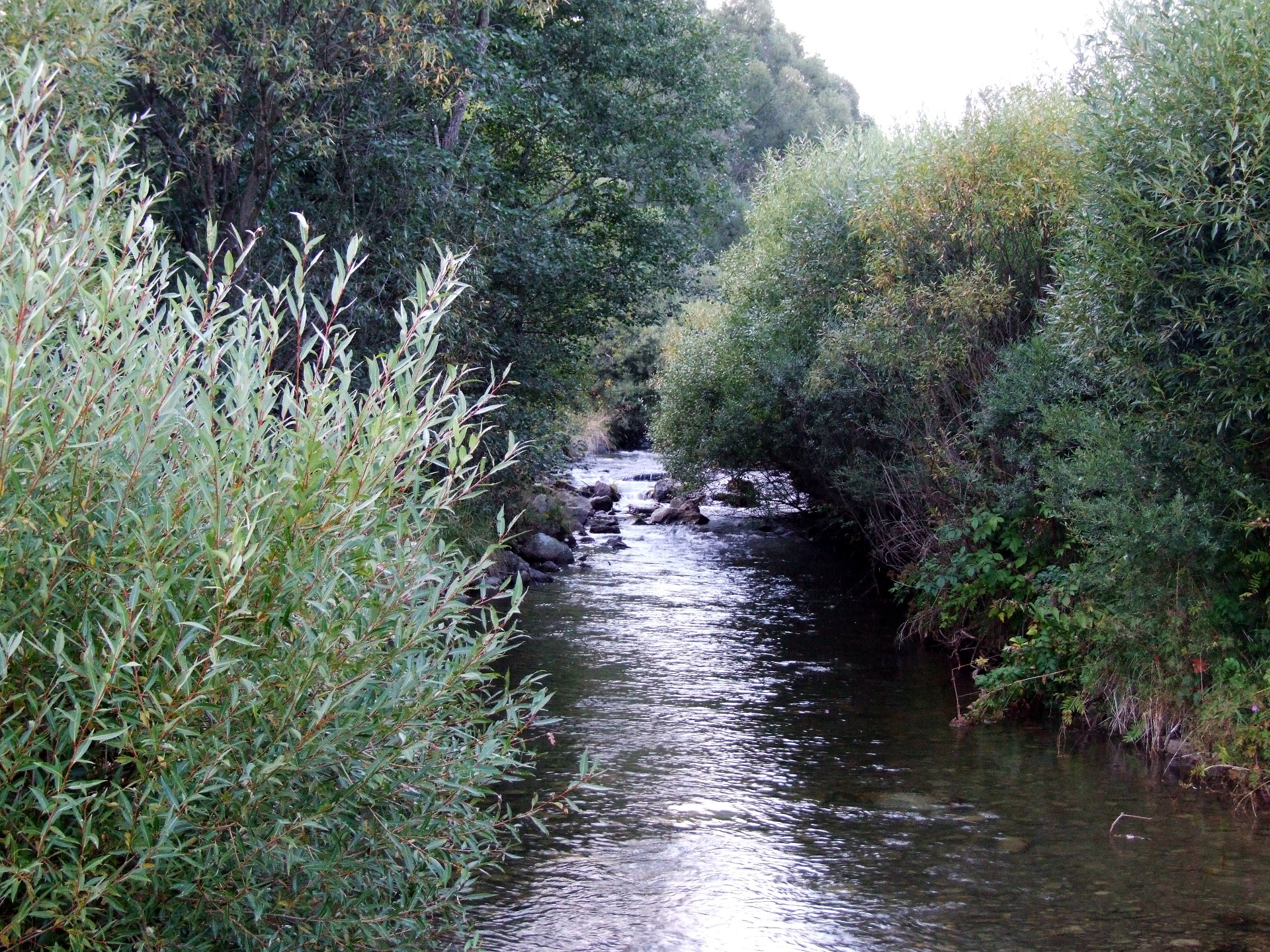
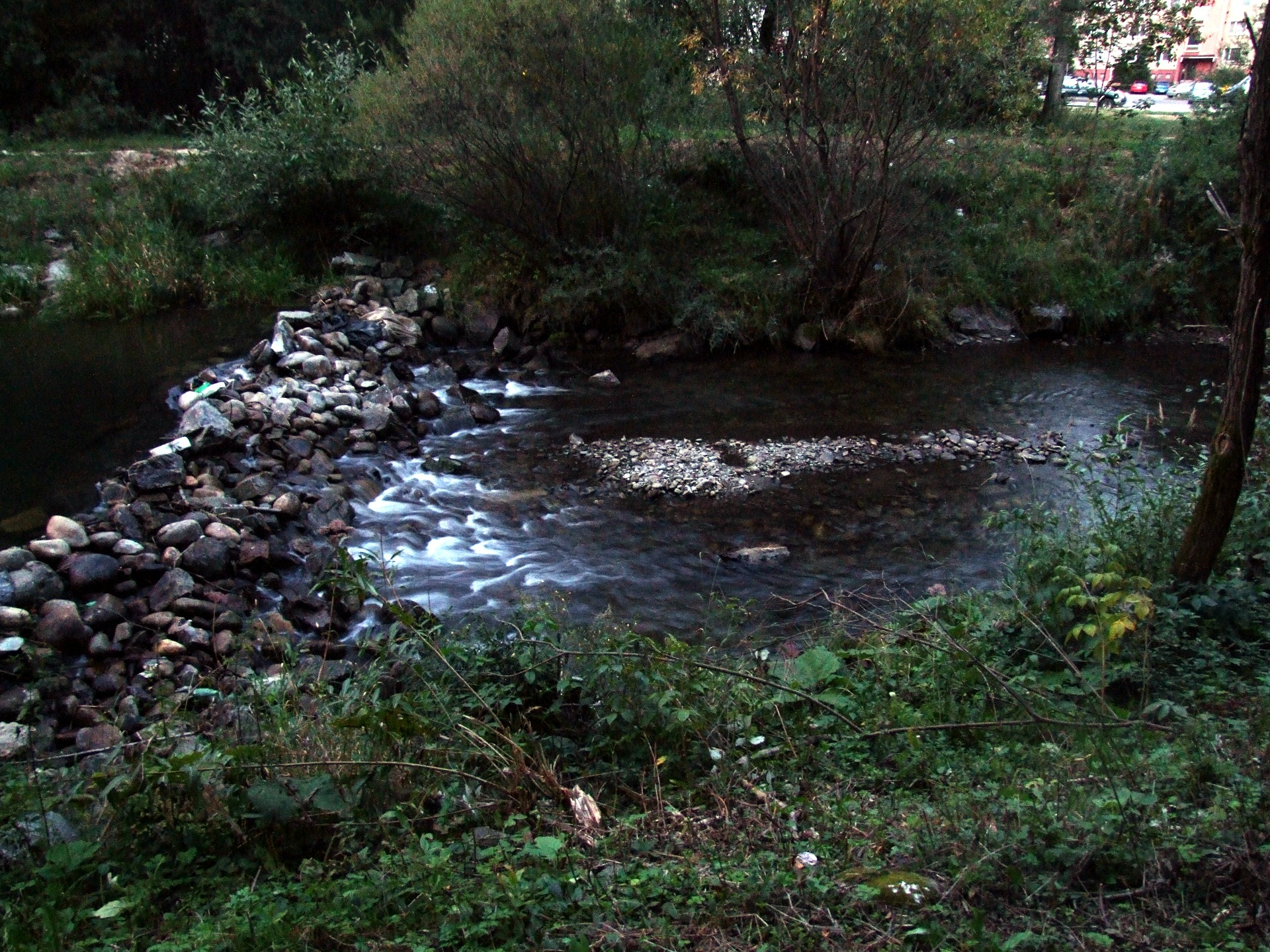
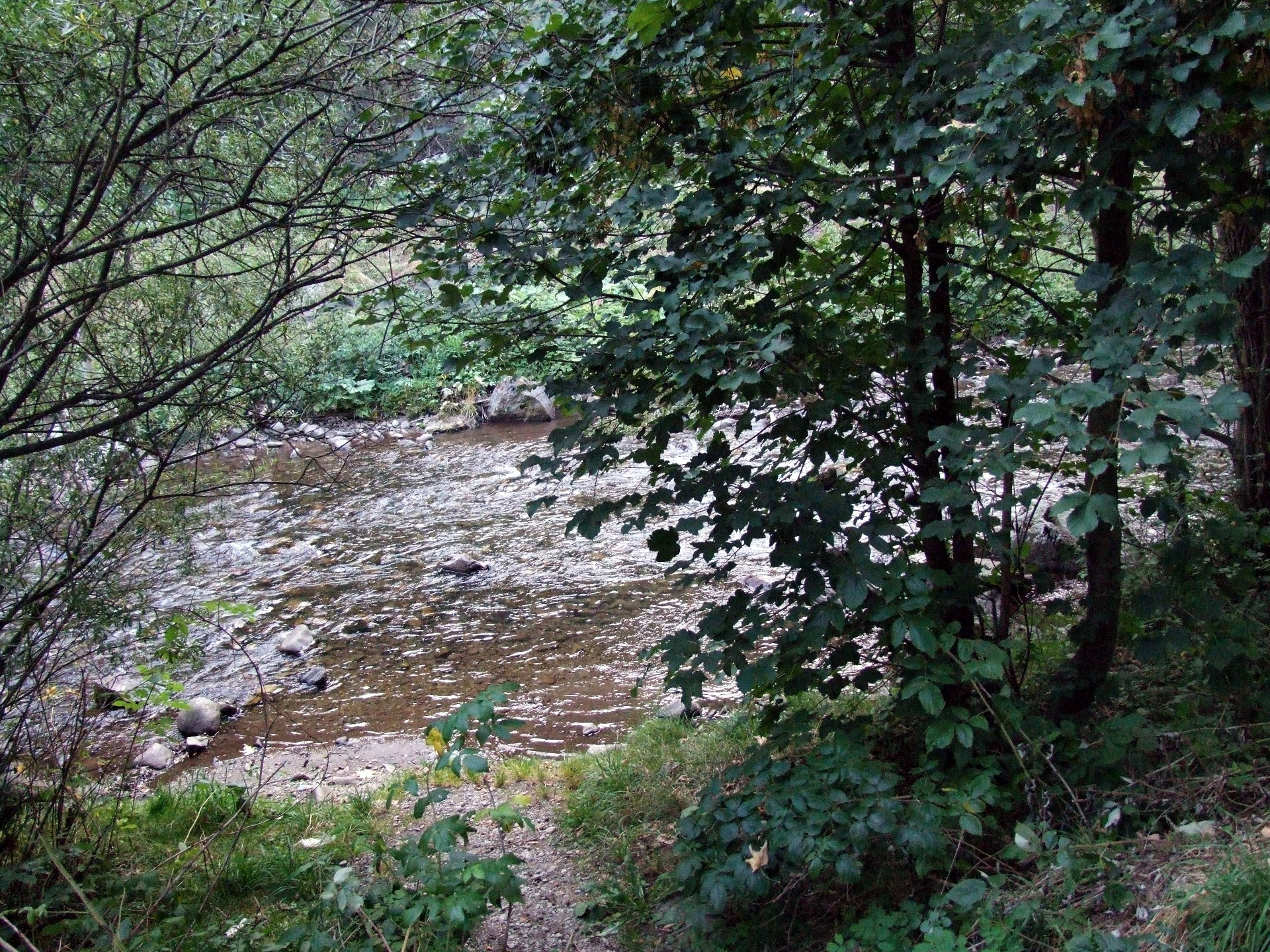
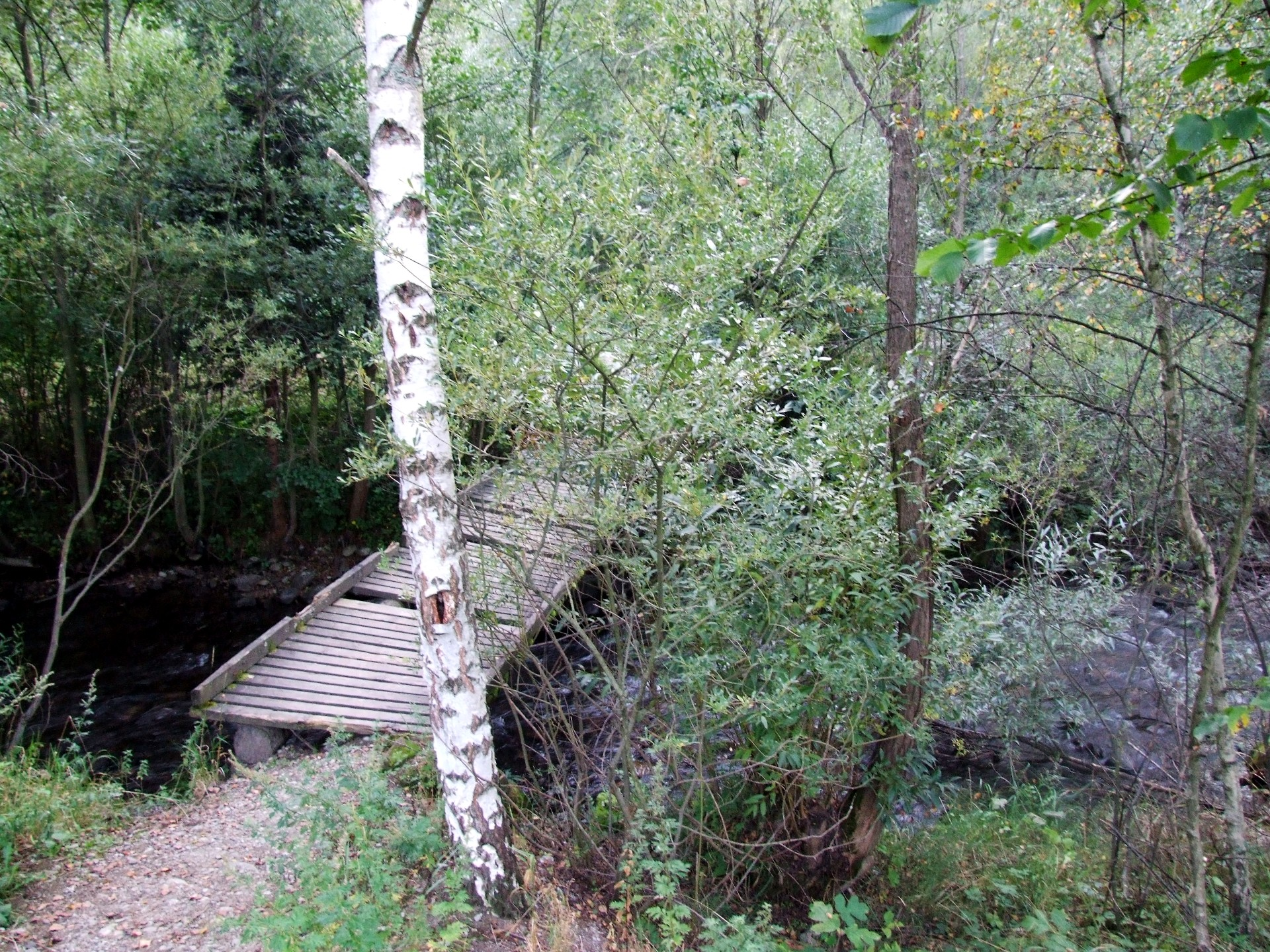

## Obce
- Žiar
- Smrečany
- Liptovský Mikuláš, městské části:
  - Vitálišovce
  - Podbreziny
  - Okoličné